# Dubeanșciîna, Zinkiv
Dubeanșciîna (în ucraineană Дуб'янщина) este un sat în comuna Novoselivka din raionul Zinkiv, regiunea Poltava, Ucraina.

## Demografie
Componența lingvistică a localității Dubeanșciîna
     Ucraineană (98,15%)
     Rusă (1,85%)
Conform recensământului din 2001, majoritatea populației localității Dubeanșciîna era vorbitoare de ucraineană (98,15%), existând în minoritate și vorbitori de rusă (1,85%).